# Красная армия Армении
Красная Армия Армении, Красная Армия АрССР (арм. Հայկական կարմիր բանակ) — создана решением правительства Армянской ССР от 6 декабря 1920 года на базе Армянского отдельного стрелкового полка (сформирован в Баку в октябре 1920 года под руководством Заграничного бюро КПА и РВС 11-й армии).
Красная армия Армении строилась по образцу Красной Армии РСФСР. Так, были созданы: наркомат по военным делам (во главе с А. С. Нуриджанян), политуправление, институт комиссаров. С 1 января 1921 года командующим армией назначен М. В. Молкочанов.

## Состав
- 3 стрелковых бригады
- 1 кавалерийская бригада
- 4 отдельных отряда,
- 2 отдельных батальона,
- 4 батареи,
- вспомогательные части и учреждения.

В целом, к февралю 1921 года армия насчитывала 6300 штыков, 900 сабель, 45 орудий, 400 пулеметов, 3 бронепоезда.

## Боевые действия
Красная армия Армении участвовала в советско-грузинской войне и в ликвидации Дашнакского восстания 1921 года.